# Bergsøya (Gjemnes)

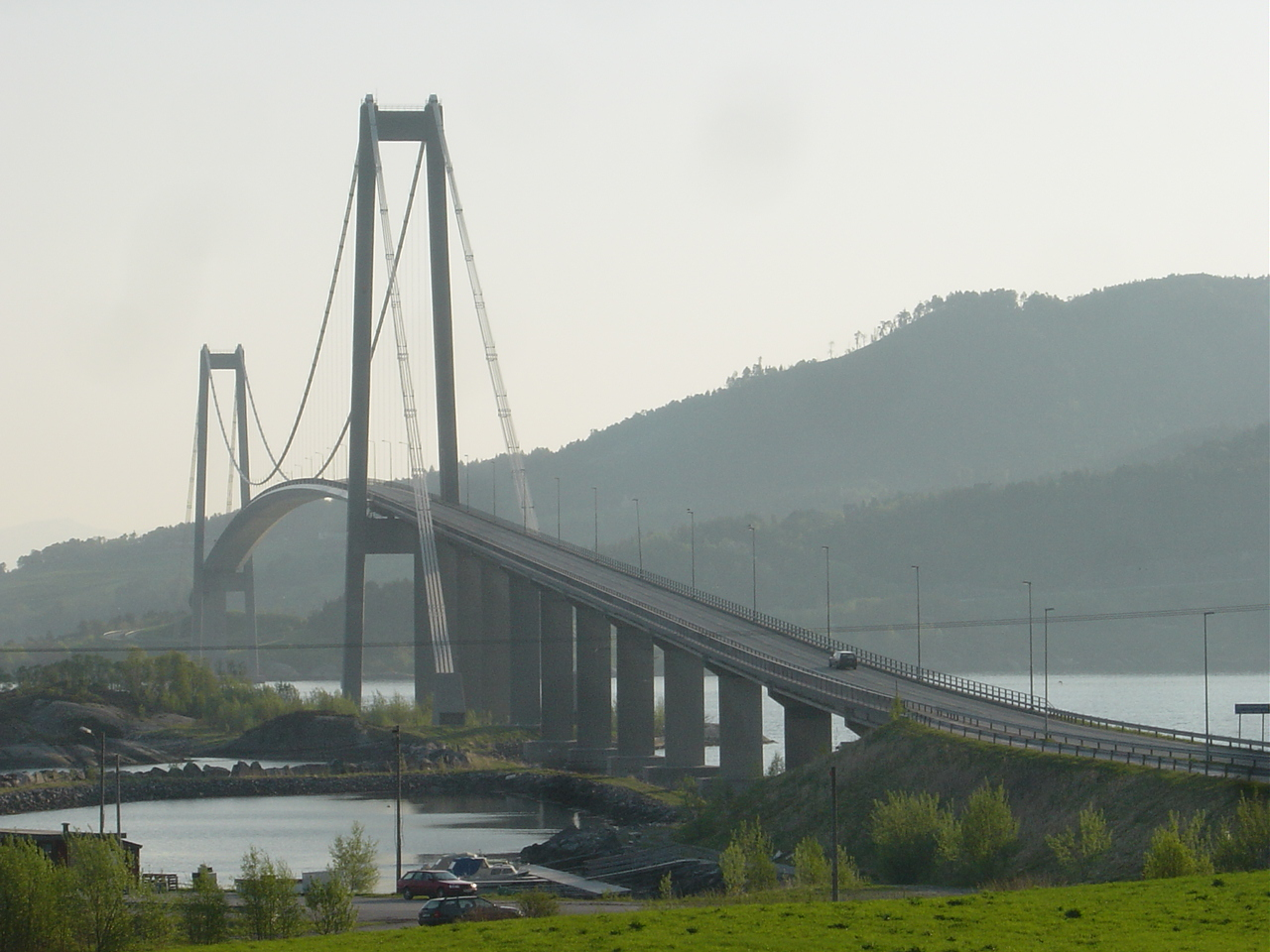
Gjemnessundbrücke, Bergsøya

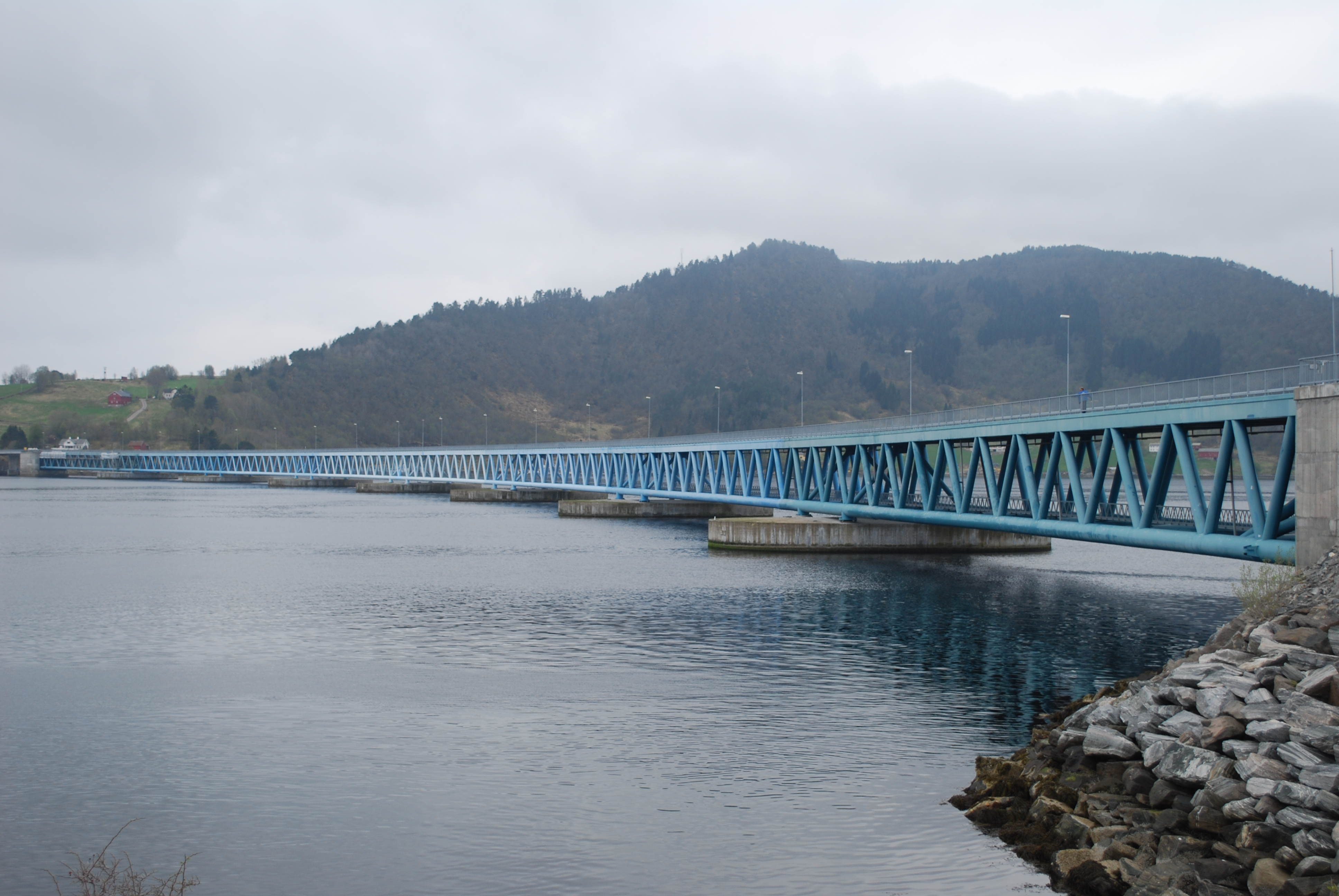
Bergsøysundbrücke, Bergsøya

Bergsøya ist eine Insel in Norwegen. Sie liegt zwischen mehreren Fjorden im äußersten Norden der Kommune Gjemnes, Fylke Møre og Romsdal, in der Region Vestlandet. Die Insel war vor 1992 sehr abgelegen und nicht per Straße erreichbar. 
Im Rahmen des Projektes Krifast (norwegisch Kristiansund og Freis fastlandsforbindelse, deutsch Festlandsverbindung nach Kristiansund und Frei) wurden hier 1992 gleichzeitig eröffnet:
- Die Gjemnessundbrücke in Richtung Südwesten führt zum Festland und bleibt in der Gemeinde Gjemnes. Sie war mit 1257 Metern bei ihrer Erbauung die längste Hängebrücke Norwegens und gehört zu den 100 längsten Hängebrücken der Welt.
- Der Freifjordtunnel in Richtung Norden unter dem Freifjord führt zur Insel Frei (Kommune Kristiansund). Er ist 5086 Meter lang und liegt am tiefsten Punkt etwa 130 Meter unter dem Meeresspiegel.
- Die Bergsøysundbrücke in Richtung Osten führt zur Insel Aspøy (Kommune Tingvoll). Sie ist 845 Meter lang und eine weltweit einzigartige Schwimmbrücke.

Seitdem führen zwei Fernstraßen über die Insel: 
- Die Europastraße 39 kommt aus Richtung Bergen über die Fähre Vestnes – Molde, führt über die Gjemnessundbrücke nach Bergsøya und weiter über die Bergsøysundbrücke zur Fähre Kanestraum – Halsa, weiter in Richtung Trondheim. Sie verläuft parallel zur Küste.
- Die Reichsstraße 70 führt von Kristiansund durch Freifjordtunnel nach Bergsøya und weiter über die Bergsøysundbrücke in Richtung Südosten bis Oppdal, von wo eine Europastraße in Richtung Süden nach Oslo führt. Damit wird seit 1992 die ehemalige Fährverbindung Høgset – Kvitnes ersetzt.